# Municipio de Kilbourne
El municipio de Kilbourne (en inglés: Kilbourne Township) es un municipio ubicado en el condado de Mason en el estado estadounidense de Illinois. En el año 2010 tenía una población de 504 habitantes y una densidad poblacional de 4,82 personas por km².

## Geografía
Según la Oficina del Censo de los Estados Unidos, el municipio tiene una superficie total de 104.53 km², de la cual 103,86 km² corresponden a tierra firme y (0,64 %) 0,67 km² es agua.

## Demografía
Según el censo de 2010, había 504 personas residiendo en el municipio de Kilbourne. La densidad de población era de 4,82 hab./km². De los 504 habitantes, el municipio de Kilbourne estaba compuesto por el 99,21 % blancos, el 0,2 % eran amerindios, el 0,2 % eran asiáticos y el 0,4 % eran de una mezcla de razas. Del total de la población el 0,79 % eran hispanos o latinos de cualquier raza.